# Anika Leipold
Anika Leipold (ur. 13 kwietnia 1987 w Schwerinie) – niemiecka lekkoatletka specjalizująca się w skoku w dal.

## Osiągnięcia
- srebro mistrzostw świata juniorów (Pekin 2006)

## Rekordy życiowe
- skok w dal – 6,67 (2009)